# Anderson (Carolina del Sur)
Anderson es una ciudad ubicada en el condado de Anderson en el estado estadounidense de Carolina del Sur. Es sede del condado homónimo. La ciudad en el año 2010 tiene una población de 26 686 habitantes en una superficie de 35,9 km², con una densidad poblacional de 710,7 personas por km². 

## Geografía
Según la Oficina del Censo, la ciudad tiene un área total de 35,9 km² (13,9 mi²), de la cual 35,7 km² (13,8 mi²) es tierra y 0,7 km² (0,3 mi²) (0.7%) es agua.

## Educación
El Distrito Escolar de Anderson No. 5 gestiona las escuelas públicas.

## Ciudades hermanadas
Anderson tiene una ciudad hermana, según lo señalado por Ciudades Hermanas Internacional.
- Carrickfergus, Irlanda del Norte.